# Корни (мини-сериал, 2016)
«Корни» (англ. Roots) — американский мини-сериал, ремейк одноименного мини-сериала 1977 года, который в свою очередь основан на романе Алекса Хейли «Корни: Сага об американской семье». Восьмичасовой мини-сериал из четырёх частей транслировался одновременно на History Channel, A&E и Lifetime в честь «Дня памяти» с 30 мая по 2 июня 2016 года. Его бюджет составил $50 миллионов долларов.
Центральные роли в мини-сериале исполнили Малачи Кирби, Эмаяци Коринеальди, Форест Уитакер, Аника Нони Роуз, Реге-Жан Пейдж, Эрика Тэйзел и Чад Коулмэн. Мини-сериал был встречен с положительными отзывам от критиков.

## Сюжет

### Эпизоды

#### Эпизод 1
1750 год. В африканской стране Гамбии рождается Кунта Кинте, из народа мандинка, который к этому времени уже 500 лет исповедует мусульманскую религию. 1765 год. В пятнадцатилетнем возрасте Кунта Кинте захватывают белые для продажи в рабство. В 1767 году корабль с рабами прибывает в Аннаполис, штат Мэриленд, где его продают на плантацию в Спотсильвейни, Вирджиния. Ему дают новое имя «Тоби». Не оставляя попыток сбежать, последующие годы Кунта продолжает находиться в рабстве.

#### Эпизод 2
1782 год. Война за независимость США. Сбежав очередной раз, Кунта присоединяется вместе с индейцами к карательным войскам Британии, он воюет против американских повстанцев, но снова пойман и возвращён хозяевам. В наказание ему отрубают пальцы на ноге. Однако за умение обращаться с лошадьми его делают кучером. Кунта женится на рабыне негритянке Белль — поваре семьи Уиллер, и вскоре у них рождается дочь Киззи. 1789 год. Юная Киззи дружит со своей ровесницей — белой девочкой, дочерью хозяев. В это время в округе уже появляются проповедники-аболиционисты, призывающие к отмене рабства. 1798 год. Киззи 15 лет. Она тайно научилась читать. Хозяин начинает говорить вслух, что её пора «спаривать». Кунта учит Киззи скакать на лошади и защищаться, передаёт ей знания о своём народе мандинка. При попытке помочь своему любимому парню-рабу сбежать, Киззи ловят и в наказание продают на плантацию Тома Леа в Казуэлле Северная Каролина. Новый хозяин сразу же её насилует, в результате чего Киззи рожает сына, которому Том Леа даёт имя Джордж. Киззи пытается утопить ребёнка, но желание передать ему историю своего народа мандинка в конце концов у неё побеждает, и ребёнок остаётся в живых.

#### Эпизод 3
1816 год. Джордж, вырастая, становится помощником своего хозяина и отца Тома Леа на петушиных боях. За успехи в этом деле его прозвали «Цыплячий» Джордж. 1828 год. Джордж приносит хозяину прибыль и считает себя другом Тома Леа. Он женится и называет своего сына именем своего хозяина и отца — Том. Однако в ходе восстания Нэта Тёрнера 1831 года Джордж понимает, что всегда будет рабом у Тома Леа. В 1840 году Том Леа обещает Джорджу и его семье свободу «после выигрыша», но проигрывает все свое состояние и за долги отдает Джорджа британцу, который отрывает его от семьи и увозит через океан в Европу.

#### Эпизод 4
1849 год. Англия, Гэмпшир. «Цыплячий» Джордж в Великобритании успешно зарабатывает новому хозяину петушиными боями. Новый хозяин обещает освободить и отпустить Джорджа на родину, когда тот компенсирует долг Тома Леа. 1860 год. Спустя двадцать лет, за год до начала Гражданской войны, Джордж снова возвращается в США, уже не рабом. Он узнает, что его мать Киззи умерла, а совсем разорившийся Том Леа не сдержал своего слова и продал его семью на другую плантацию. Будучи свободным человеком, Джордж находит свою семью, однако их новые владельцы — семья Мюррей не рады свободному чёрному, который смущает их рабов своей свободой и хотят его схватить, чтобы продать. Ему приходится уйти. 1861 год. Начинается Гражданская война и Джордж присоединяется к войскам севера, чтобы противостоять рабовладельческому югу. В это время в семье Мюррей появляется новая белая невестка со своим чёрным слугой. Сын Джорджа Том узнаёт, что невестка Мюррей и её слуга — тайные разведчики северян. Том участвует в их неудачном нападении на посланников южан, где их ловят и казнят, а Тому удаётся уйти незамеченным. 12 апреля 1864 года Джордж принимает участие в битве за форт Пиллоу (англ. Battle of Fort Pillow), где побеждающие южане жестоко расправляются с попытавшимися им сдаться чернокожими солдатами негритянского батальона. Но Джорджу с товарищем удаётся сбежать. 22 июня 1865 года заканчивается Гражданская война, но в лесах ещё скрываются партизаны южан. По просьбе матери, Том разыскивает продолжающего сражаться с партизанами своего отца Джорджа и приводит его домой. Тринадцатая поправка, запретившая рабство в США, вступает в силу 18 декабря 1865 года. Семья бывших рабов покидает поместье семьи Мюррей. Сын бывшего хозяина, попытавшийся им помешать и выстрелить в Тома, убит Джорджем. Чернокожие понимают, что им нужно быть всегда готовыми постоять за свою свободу, так как всегда найдутся те, кто попытается эту свободу отнять.

## В ролях
- Малачи Кирби — Кунта Кинте «Тоби»
- Эмаяци Коринеальди — Белль
- Форест Уитакер — Fiddler
- Аника Нони Роуз — Киззи
- Имари Кратчфилд — юная Киззи
- Реге-Жан Пейдж — «Цыплячий» Джордж
- Эрика Тэйзел — Тилда
- Джеймс Пьюрфой — John Уиллер
- Кэти Макгиннесс — Elizabeth Уиллер
- Мэттью Гуд — Dr. William Уиллер
- Джонатан Рис Майерс — Том Леа
- Шеннон Лючио — Патриша Леа
- Чад Коулмэн — Mingo
- Анна Пэкуин — Nancy Holt
- T.I. as Cyrus
- Дерек Люк — Silla Ba Dibba
- Джи Ханнелиус — Missy Уиллер
- Карласия Грант — Irene
- Мекай Файфер — Jerusalem
- Сэм Мэлоун — Ashford
- Денис Милфорт — Ms. Ellen
- Мандела Ван Пиблз — Ноа
- Терренс Розмор — Orly
- Седейл Тритт-мл. — Том
- Бретт Райс — William Byrd
- Лоренс Фишберн — Алекс Хейли (рассказчик)